# Aleiodes kozlovi
Aleiodes kozlovi är en stekelart som först beskrevs av Telenga 1941.  Aleiodes kozlovi ingår i släktet Aleiodes och familjen bracksteklar. Inga underarter finns listade i Catalogue of Life.